# Hubert Velud
Hubert Velud, né le 8 juin 1959 à Villefranche-sur-Saône (Rhône), est un footballeur français, reconverti dans les fonctions d'entraîneur. Il est entraîneur du MC Oran

## Biographie

### Carrière de joueur
Hubert Velud joue au poste de gardien de but. Il effectue toute sa carrière professionnelle de joueur au sein du Stade de Reims. Durant sa carrière professionnelle, il était surnommé "Le Chat" par les supporters rémois.

### Carrière d'entraîneur
En tant qu'entraîneur, il est champion de France de National en 2002 avec le Clermont Foot Auvergne et permet donc au club d'accéder pour la première fois de son histoire à la Ligue 2 et de devenir professionnel. Il entraîne ensuite durant trois années le club en Ligue 2.
Fort de cette expérience, l'Union sportive Créteil-Lusitanos fait appel à ses services pour diriger l'équipe première dans le championnat de Ligue 2. Il réalise une saison historique, la meilleure que le club ait connue, avec notamment une huitième place, et un total de points record (54). Il est par ailleurs à l'origine de l'éclosion de jeunes talents comme Stéphane Sessègnon ou David Amadou M'Bodji.
En juin 2008, il rejoint l'AS Beauvais Oise, ambitieuse équipe de National, qu'il quitte en février 2009 d'un commun accord avec les dirigeants, le club n'étant plus en course pour la montée.
En septembre 2009, il est nommé sélectionneur national du Togo, qu'il qualifie pour la CAN 2010 à l'issue d'une victoire décisive contre le Gabon, le 14 novembre 2009. À la suite d'une attaque menée par des rebelles angolais à l'encontre du bus de la sélection togolaise le 8 janvier 2010, il est touché au bras par une balle. Son adjoint, Amélété Abalo, est tué d'une balle dans le ventre lors de l'attaque.
Le 25 mai 2010, il démissionne de son poste de sélectionneur du Togo pour s'engager avec l'US Créteil-Lusitanos, club qu'il a déjà entraîné lors de la saison 2005-2006. Il entraîne ensuite des clubs au Maghreb : l'équipe marocaine du Hassania d'Agadir, le Stade tunisien et l'équipe algérienne de l'ES Sétif. Au terme de la saison 2012-2013, il remporte le doublé championnat et Coupe d'Algérie avec l'ES Sétif au terme d'une saison exceptionnelle, avec notamment le record de matchs gagnés à domicile en une saison (14 victoires sur 15 matches).
En novembre 2013, il prend les destinées du club algérois de l'USMA, en remplacement de Rolland Courbis, remercié. Le 17 mai 2013, à l'occasion des cinquièmes Oscars du football algérien, Hubert Velud est élu meilleur entraîneur de la Ligue 1 algérienne pour la saison 2012-2013.
Deux mois après sa prise de fonction au sein de l'USM Alger, il ajoute un nouveau trophée à son palmarès, le premier sous les couleurs rouges et noires, en remportant la Supercoupe d'Algérie 2013 (2-0) à Blida contre son ancien club l'ES Sétif.
Au terme d'une saison exceptionnelle qui verra l'USM Alger enchaîner 22 matches sans défaite à partir de la prise de fonction d'Hubert Velud lors de la huitième journée, le club algérois est sacré champion d'Algérie 2013-2014, ce qui fait de l'entraîneur français le premier technicien étranger à glaner deux titres de champions d'affilée avec deux clubs différents.
En toute logique, il est élu pour la deuxième fois meilleur entraîneur de la Ligue 1 algérienne en mai 2014.
Après trois saisons pleines en Algérie, l'entraîneur français s'engage en janvier 2016 avec le club congolais TP Mazembe, avec lequel il remporte dès le 20 février 2016 son premier titre continental, la Supercoupe de la CAF (2-1 contre l'Etoile du Sahel - Tunisie). Il gagne ensuite le championnat congolais 2015-2016, la Linafoot, en restant invaincu durant toute la saison puis la Supercoupe du Congo 2016.
Le 6 novembre 2016, Hubert Velud remporte le titre le plus important de sa carrière puisque le Tout Puissant Mazembe gagne la Coupe de la Confédération africaine (Coupe de la CAF), en finale contre le MO Béjaïa (Algérie), au terme d'un match retour de haut vol avec une victoire à Lubumbashi des Corbeaux sur le score de 4-1 (1-1 à l'aller à Blida). Hubert Velud a donc remporté quatre titres dès sa première année au TP Mazembe, deux nationaux et deux continentaux, ce qui représente une performance rare à ce niveau en Afrique.
En poste à l'Étoile sportive du Sahel (Sousse - Tunisie) depuis début janvier 2017, il a fini à la deuxième place du championnat de Tunisie de Ligue 1 2016-2017, qualifiant donc son club pour la Ligue des champions africaine (C1) 2018. Il atteint les demi-finales de la Ligue des champions 2017 avec le club étoilé.
Mi-mai 2018, Hubert Velud signe un contrat d'un an avec le Koweït SC, champion sortant du Koweït ne comptant quasiment que des internationaux du pays. Il prend ses fonctions à la fin du mois de juin 2018 et dispute la Ligue des champions d'Asie ainsi que la Coupe arabe.
Quelques jours après le départ à l'amiable de Franck Dumas, qui avait conduit le club kabyle à la seconde place du Championnat d'Algérie, Hubert Velud est nommé entraîneur de la JS Kabylie pour un contrat de trois ans. Avec le club kabyle, il atteindra la phase de poules de la Ligue des champions d'Afrique 2019-2020, en éliminant au préalable le club soudanais Al-Merreikh et le club guinéen Horoya AC.
Le 28 janvier 2020, il est nommé sélectionneur du Soudan. Il qualifie les "Crocodiles du Nil" à la CAN 2021 (Cameroun - reporté à Janvier 2022), à la suite de deux victoires retentissantes contre le Ghana (1-0, le 17 novembre 2020) et l'Afrique du Sud (2-0, le 28 mars 2021), en finissant deuxième du Groupe C (4 victoires et 2 défaites) derrière les Black Stars et en éliminant notamment les Bafana Bafana. Après 10 ans d'absence et cette campagne de qualification historique, l'équipe nationale du Soudan retrouve donc les phases finales de la compétition majeure continentale.
Après une campagne ratée en Coupe arabe de la FIFA 2021, avec trois défaites en trois matchs, ainsi qu'une dernière place dans sa poule des éliminatoires de la Coupe du monde de football 2022, il est démis de ses fonctions le 12 décembre 2021, quelques semaines avant la Coupe d'Afrique des nations.
Le 22 avril 2022, la Fédération burkinabè de football annonce qu’Hubert Velud est désormais entraîneur des Étalons en remplacement de Kamou Malo. Avec la sélection burkinabè, il vit une campagne de qualifications pour la CAN 2023 très positive en qualifiant le Burkina Faso à deux journées avant la fin des éliminatoires, ce qui n'est jamais arrivé au pays. Après avoir notamment éliminé l'Algérie en phase de poules, le Burkina Faso atteint l'objectif des huitièmes de finale de la CAN 2023, mais ne pourront aller plus loin dans la compétition à la suite de la courte défaite contre le Mali (1-2).
D'un commun accord avec la Fédération burkinabè de football, Hubert Velud décide de ne pas prolonger son contrat de sélectionneur national à la suite de cette Coupe d'Afrique des Nations 2023. Durant ce mandat de deux ans,  Il peut justifier d'un bilan très positif de dix victoires, cinq matches nuls et cinq défaites, alors que tous les matches des Étalons ont été joués à l'extérieur ou sur terrain neutre, faute de stade homologué au Burkina Faso.

## Carrière

### Joueur
- 1967-1969 :  US Anse
- 1969-1976 :  FC Villefranche Beaujolais
- 1976-1989 :  Stade de Reims
- 1989-1990 :  CO Châlons (entraîneur-joueur)
- 1990-1991 :  Gap FC (entraîneur-joueur)

### Entraîneur
- 1989-1990 :  CO Châlons
- 1990-1991 :  Gap FC
- 1991-1992 :  Paris FC (entraîneur adjoint)
- 1992-1999 :  Paris FC
- 1999-2000 :  AS Nancy-Lorraine (entraîneur adjoint)
- 2000-2001 :  Gazélec Ajaccio
- 2001-2004 :  Clermont Foot
- 2004-2005 :  AS Cherbourg
- 2005-2006 :  US Créteil-Lusitanos
- 2006-2007 :  Sporting Toulon Var
- août 2008 - fév. 2009 :  AS Beauvais Oise
- sep. 2009 - mai 2010 :  Togo
- mai 2010-2011 :  US Créteil-Lusitanos
- 2011- oct. 2011 :  Hassania d'Agadir
- jan. 2012 - mars 2012 :  Stade tunisien
- 2012-sep. 2013 :  ES Sétif
- nov. 2013 - fév. 2015 :  USM Alger
- 2015-oct. 2015 :  CS Constantine[6]
- janv. 2016-déc. 2016 :  Tout Puissant Mazembe
- janv. 2017-nov. 2017 :  Etoile Sportive Du Sahel
- oct. 2018-fév. 2019 :  Difaâ Hassani d'El Jadida
- jui 2019-jan2020:  JS Kabylie
- jan 2020-déc2021:  Soudan
- avril 2022-2024 : Burkina Faso

## Palmarès d'entraîneur
Clermont Foot
- Champion de France D3 en 2002

 ES Sétif
- Champion d'Algérie en 2013

 USM Alger
- Champion d'Algérie en 2014
- Vainqueur de la Supercoupe d'Algérie en 2013

 Tout Puissant Mazembe
- Champion de Linafoot en 2016
- Vainqueur de Supercoupe RD Congo en 2016
- Vainqueur de la Coupe de la confédération en 2016
- Vainqueur de la Supercoupe de la CAF en 2016

### Distinctions personnelles
- Élu Meilleur Entraîneur de la Ligue 1 algérienne en 2012-2013 et 2013-2014.